# 第48回国民体育大会
第48回国民体育大会（だい48かいこくみんたいいくたいかい）は、1993年に開催された国民体育大会である。冬季大会（スケート・アイスホッケー競技）のテーマは「八戸国体」、冬季大会（スキー競技）のテーマは「だいせん国体」、夏季・秋季大会のテーマは「東四国国体」、スローガンは「出会い　競い　そして未来へ」、大会マスコットは「オリーブくん（香川県）」と「すだちくん（徳島県）」。

## 大会概要
| 季    | 期間                      | 開催地                          | 競技数 | 参加者数 |
| ----- | ------------------------- | ------------------------------- | ------ | -------- |
| 冬    | 1993年1月29日 - 2月1日    | 青森県八戸市                    | 2      | 2,244    |
| 冬    | 1993年2月16日 - 2月19日   | 鳥取県大山町                    | 2      | 2,166    |
| 夏    | 1993年9月5日 - 9月8日     | 徳島県（2市町） 香川県（3市町） | 5      | 5,274    |
| 秋    | 1993年10月24日 - 10月29日 | 徳島県・香川県                  | 33     | 20,455   |
| 合 計 | 合 計                     | 合 計                           | 42     | 30,139   |

### 大会マスコット
2県共同開催により大会マスコットが2種存在する異例の大会となった。「オリーブくん」と「すだちくん」というキャラクターは、香川県が「オリーブ」、徳島県が「すだち」の産地であるところから誕生した。
すだちくんは大会終了後もその人気が衰えず、徳島県のマスコットとして採用され現在も広報などで活躍している。第一回ゆるキャラ大賞山田五郎賞受賞。一方オリーブくんはいかにも国体然としたデザインが災いしたのか大会終了後すぐに消えてしまい、明暗が分かれる形となった。

## 冬季大会

### スケート競技会・アイスホッケー競技会
第48回国民体育大会冬季大会スケート・アイスホッケー競技会は、1993年1月29日から2月1日を会期として青森県八戸市で開催された。テーマは「八戸国体」、スローガンは「氷に語れ！君の青春」。

#### 実施競技・会場一覧
| 競技名         | 種目種別   | 会場地 | 競技会場               |
| -------------- | ---------- | ------ | ---------------------- |
| スケート       | スピード   | 八戸市 | 長根公園スケートリンク |
| スケート       | フィギュア | 八戸市 | 南部山アイスアリーナ   |
| アイスホッケー | 全種別     | 八戸市 | 長根公園スケートリンク |
| アイスホッケー | 全種別     | 八戸市 | 新井田インドアリンク   |
| アイスホッケー | 全種別     | 八戸市 | 東アイスアリーナ       |

### スキー競技会
第48回国民体育大会冬季大会スキー競技会は、1993年2月16日から2月19日を会期として鳥取県大山町で開催された。テーマは「だいせん国体」、スローガンは「舞え！白銀へ若い鳥」。

## 夏季大会・秋季大会

### 実施競技・会場一覧
- 陸上競技 - 鳴門市、徳島県鳴門総合運動公園陸上競技場
- 水泳 - 高松市、香川県立総合水泳プール
- サッカー - 大川郡長尾町、長尾町運動公園多目的広場　他
- スキー - 鳥取県西伯郡大山町、大山シャンツェ他
- テニス - 小豆郡土庄町、リゾートホテルオリンピアテニスコート
- 漕艇 - 徳島市、吉野川特設漕艇場
- ホッケー - 阿南市、橘港中浦緑地ホッケー競技場
- ボクシング - 麻植郡鴨島町、鴨島町民体育館
- バレーボール - 善通寺市、善通寺市民体育館
- 体操 - 高松市、高松市総合体育館
- バスケットボール - 鳴門市、徳島県鳴門総合運動公園鳴門県民会館
- スケート -  青森県八戸市、長根公園スケートリンク他
- アイスホッケー -  青森県八戸市、長根公園スケートリンク他
- レスリング - 三好郡池田町、池田町総合体育館他
- ヨット - 三豊郡仁尾町、仁尾マリーナ
- ウェイトリフティング - 板野郡藍住町、藍住町民体育館他
- ハンドボール - 高松市、高松市民文化センター他
- 自転車競技 - 小松島市、小松島競輪場他
- ソフトテニス - 徳島市、大神子テニスセンター
- 卓球 - 仲多度郡多度津町、多度津町民体育館他
- 軟式野球 - 海部郡海南町、蛇王運動公園野球場他
- 相撲 - 名西郡石井町、石井中屋内運動場
- 馬術 - 阿南市、阿南特設馬術場
- フェンシング - 木田郡牟礼町、牟礼町総合体育館
- 柔道 - 大川郡大内町、香川県立大川体育館他
- ソフトボール - 観音寺市、観音寺市総合運動公園野球場他
- バドミントン - 坂出市、坂出市立体育館
- 弓道 - 三豊郡詫間町、詫間町立弓道場他
- ライフル射撃 - 徳島市、徳島県県警察学校射撃場他
- 剣道 - 徳島市、徳島県立城北高等学校体育館
- ラグビー - 徳島市、徳島市球技場他
- クレー射撃 - 美馬郡穴吹町、穴吹クレー射撃場
- カヌー　坂出市、府中湖カヌー競技場他
- 山岳競技 - 三好郡西祖谷山村、祖谷渓縦走競技会場他
- アーチェリー - 仲多度郡仲南町、サン・スポーツランド仲南特設競技場他
- 空手道 - 三好郡三加茂町、農業者トレーニングセンター他
- 銃剣道 - 阿南市、徳島県立阿南工業高等学校体育館
- なぎなた - 仲多度郡琴平町、香川県立琴平高等学校体育館
- ボウリング　徳島市、スエヒロボウル
- 綱引き - 綾歌郡綾南町、綾南町立昭和小学校屋内運動場
- スポーツ芸術 - 徳島市、徳島市立文化センター
- 高校野球（公開競技）軟式 - 大川郡津田町、津田町総合公園野球場
- 高校野球（公開競技）硬式 - 高松市、香川県営野球場

## 総合成績

### 天皇杯
- 1位 - 香川県
- 2位 - 徳島県
- 3位 - 東京都

### 皇后杯
- 1位 - 香川県
- 2位 - 徳島県
- 3位 - 大阪府